# Принія замбійська
Принія замбійська (Oreophilais robertsi) — вид горобцеподібних птахів родини тамікових (Cisticolidae). Мешкає в Зімбабве і Мозамбіку. Це єдиний представник монотипового роду Замбійська принія (Oreophilais). Вид названий на честь південноафриканського орнітолога Остіна Робертса.

## Поширення і екологія
Замбійські принії мешкають в горах Східного Нагір'я на кордоні Зімбабве і Мозамбіку. Вони живуть у вологих гірських тропічних лісах і чагарникових заростях. Зустрічаються переважно на висоті понад 1400 м над рівнем моря. Живляться комахами. Є моногамними, в кладці 2-3 яйця.